# Джалал ад-дін Мухаммед-шах

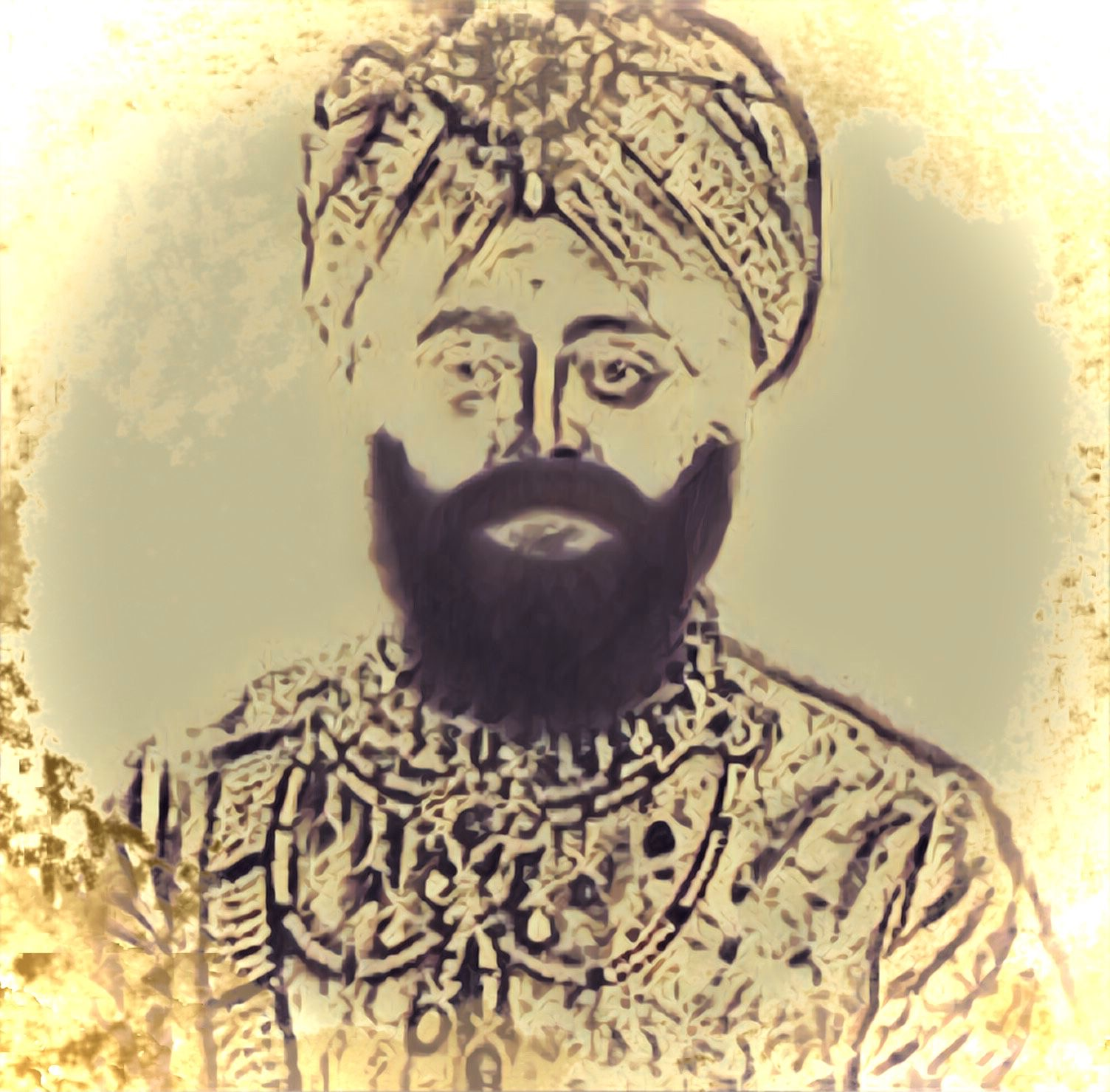

Джалал ад-дін Мухаммед-шах (бенг. জালালউদ্দীন মুহম্মদ শাহ; д/н—1433) — султан Бенгалії у 1415—1416 і 1418—1433 роках. Відомий також як Мухаммед-шах II.

## Життєпис
Син заміндара Раджи Ганеши. Замолоду отримав ім'я Яду (Джаду). 1414 року після сходження батька на трон Бенгальського султанату отримав ім'я Магендрадева. 1415 року після вторгнення джаунпурського султана Ібрагім-шаха його батько був вимушений зректися влади на користь Магендрадеви, який прийняв іслам та ім'я Джалал ад-дін Мухаммед-шах.
Втім ймовірно фактична влада належала Раджи Ганеши. 1416 року після смерті впливового шейха Нур-Кутб Алама Раджа Ганеша повернувся до влади, скинувши мухаммед-шаха, який завдяки ритуалу Золотої корови (Гіран'ябґарбга) повернувся до індуїзму. 1418 року після смерті батька повернувся до влади. Завершив війну проти Ібрагім-шаха, зумівши захисти усі свої володіння.
Повернувся до ісламу, ставши запеклим мусульманином і прихильником ханафійського мазгабу. Вирішив навернути усе населення до ісламу. Багато індуїстів втекли до Камрупи та джунглів Ассаму. Саме за панування цього султана відбулася значна ісламізація Бенгалії. Але вимушений був рахуватися з індусами — представниками князівств та впливовою кастою брахманів. Так, індус Радж'ядхар став очільником султанського війська. Він протегував санскритській літературі, представниками якої були поети з брахманів.
Захопив південно-східну Бенгалію з містом Читтагонг, Фатхабад і південну Бенгалію. Під час його правління міста Пандуа та Лахнауті стали рясно заселеним і квітучим містом. У 1421—1422 та 1431–33 роках китайський мандрівник Чжен Хе двічі відвідав Читтатонг.
Також відновив дипломатичну політику, встановивши листування з мінським імператором Чжу Ді, Шахрух Мірзою, фактичним правителем Держави Тимуридів, єгипетським султаном Барсбоєм. 1427 року прийняв титул аль-султан аль-азам аль-муаззамін халіфат Аллах алі аль-макунін джалал аль-дун'я аль-дін (найвищий з великих султанів, халіф Аллаха у всесвіті).
З 1428 року надавав кошти Баракату I, шаріфу Мекки, кошти на спорудження медресе в Мецці та Медіні, які отримали назви Бангалія Мадрас. 1429 року допоміг Мінсомону відвоювати Аракан, що заснував державу М'яу-У. Останній визнав зверхність султанату та зобов'язавши поширювати іслам у своїй державі.
1430 року став вставляти напис «Халіф Аллаха» у своїх монетах. 1432 року зазнав нападу джайнпурського султана Ібрагім-шаха, але за підтримки Шахрух Мірзи зумів змусити супротивника відступити.

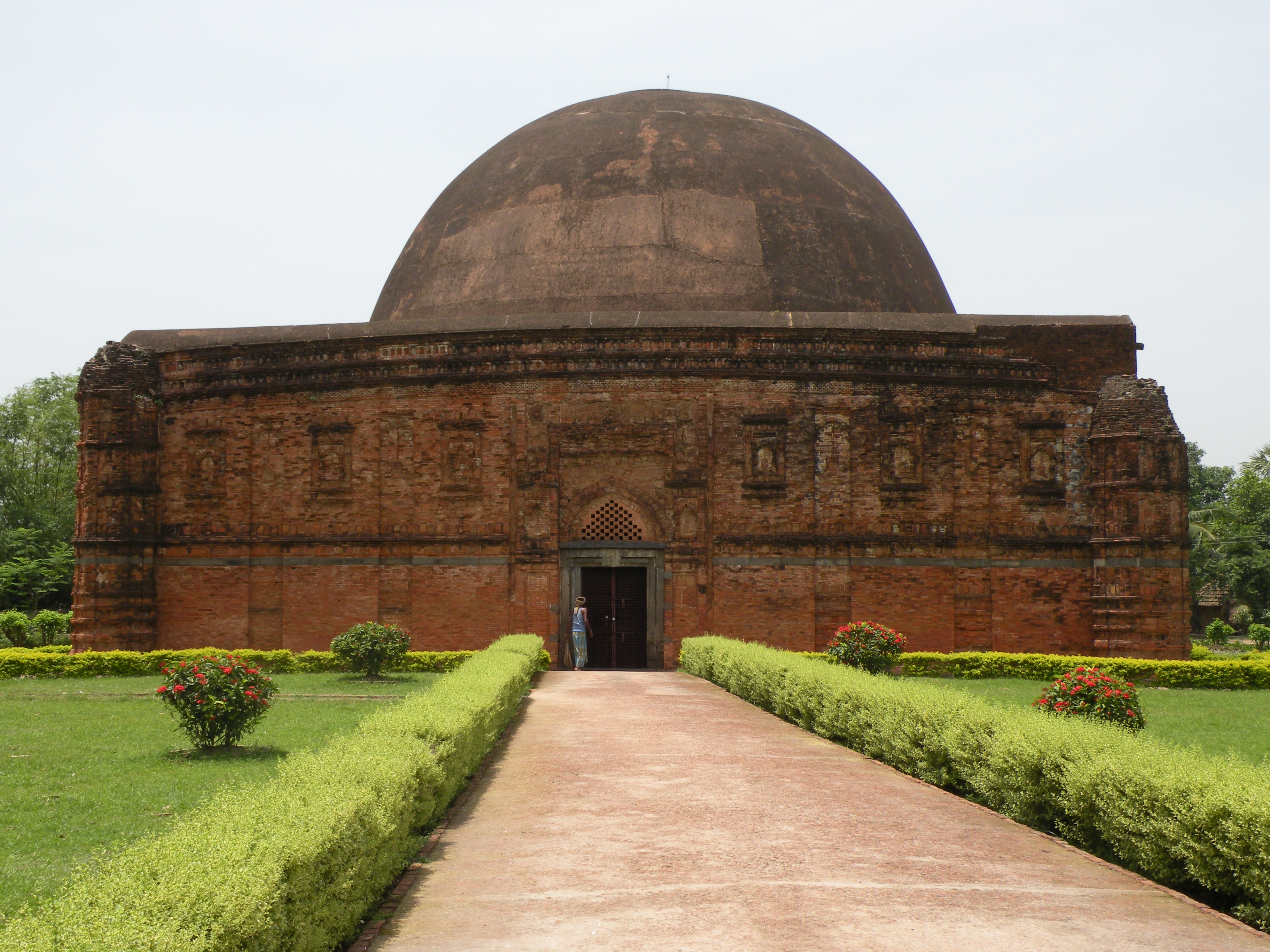
Мавзолей Еклахі. Пандуа

Помер Джалал ад-дін Мухаммед-шах 1433 року. Поховано в мавзолеї Еклахі в Пандуа. Йому спадкував син Ахмад-шахом.